# Jönssonligan spelar högt
Pour plus de détails, voir Fiche technique et Distribution.
Jönssonligan spelar högt  (litt. « Le gang Jönsson joue gros ») est un film suédois de Thomas Ryberger sorti en 2000.
Il fait partie d'une série de films basée sur les personnages créés par Erik Balling et Henning Bahs.

## Fiche technique
- Titre original : Jönssonligan spelar högt
- Réalisation : Thomas Ryberger
- Scénario : Björn Gustafson d'après les personnages créés par Erik Balling et Henning Bahs
- Musique :  Björn Hallman
- Production : Börje Hansson
- Sociétés de production : Sandrews
- Pays : Suède
- Langue : suédois
- Format : couleur - 35 mm - son Dolby
- Genre : comédie
- Durée : 92 minutes
- Dates de sortie : 
  - Suède :  25 décembre 2000
  - France : ?

## Distribution
(août 2015).
- Johan Ulveson : Sven-Ingvar « Sivan » Jönsson
- Ulf Brunnberg : Ragnar Vanheden
- Björn Gustafson : Harry la Dynamite
- Birgitta Andersson : Doris
- Margreth Weivers : Mormor Jönsson
- Per Grundén :  Wall-Enberg
- Helge Skoog : Operachef Waldemar Gustafsson
- Johan Rabaeus : Signore
- Ola Forssmed : Roberto
- Dan Ekborg : le ténor Bajron
- Weiron Holmberg : Biffen
- Henrietta Indahl : la soprano
- Björn Hallman : le chef d'orchestre
- Rolf Skoglund : Inspicient Gregor